# Kenny Hope
Kenneth J. Hope dit Kenny Hope, né le 6 juillet 1941 et mort le 14 décembre 2021, est un ancien arbitre écossais de football.

## Carrière
Il a officié dans des compétitions majeures : 
- Coupe d'Écosse de football 1986-1987 (finale)
- Coupe du monde de football des moins de 16 ans 1987 (2 matchs)
- JO 1988 (1 match)